# 九皇爺誕
九皇齋為道教齋節之一。每年農曆九月初一至九月初九，是北斗九皇大帝降世凡間之時，九月初九亦為北斗眾星之母—斗姥元君聖誕，這段期間是道教徒一年一度朝禮「九皇」的盛事，在此九日，若能佈施三寶、持戒、茹素持齋、禮斗、朝禮北斗眾星、持咒、焚香誦經、坐忘修定等，北斗九皇大帝當之庇祐，並獲得元辰光彩、消災解厄、卻病延壽之庇蔭，子女也可為父母祈求平安、健康。
九皇信仰源自於北斗信仰，是中國人傳統中最古老的星辰崇拜。古時的道教信仰中，便有九月初一至初九禮拜北斗及「九皇素」的信仰活動。最早崇祀的北斗記載，可見於《史記‧封禪書》云：「秦始皇廿六年，立南斗北斗祠于雍」。姚安風俗載：「六月朔日至六日禮南斗祈福；九月朔日至九日禮北斗祈福」。九月禮斗的慶祝行為，更與當時四川省的「九皇素」齋期相同，可見自秦至唐，尤其是秦、蜀，禮斗九皇信仰極為盛行。
九皇盛會的流行不僅限於中國地區，同時也流傳到海外其他華人信仰地區。近代中國，九皇齋節於民間式微，僅剩少數道觀保留此齋節慶祝。福建閩南的華人將九皇齋傳至東南亞後，現已發展為截然不同的民間信仰文化，於泰國、馬來西亞等地已成為年度嘉年華會盛事。臺灣近年亦有一些道教道場，欲復興此九皇齋期的傳統。

## 節日背景
九皇大帝又稱九皇星君、九皇爺、九王爺、九皇、九王，是道教和民間傳說的星神。道教中認為九皇大帝為斗姥元君之九個兒子。一說為北斗七星（貪狼、巨門、祿存、文曲、廉貞、武曲、破軍）加上天皇大帝、紫微大帝九位。最常見為北斗七星君加左輔、右弼二星君合稱。後傳入海外民間後有不同版本的訛傳。
九皇齋期間，九皇大帝將逐日下降人間：
- 九月初一：北斗第一陽明貪狼太星君。
- 九月初二：北斗第二陰精巨門元星君。
- 九月初三：北斗第三真人祿存貞星君。
- 九月初四：北斗第四玄冥文曲紐星君。
- 九月初五：北斗第五丹元廉真罡星君。
- 九月初六：北斗第六北極武曲紀星君。
- 九月初七：北斗第七天關破軍關星君。
- 九月初八：北斗第八洞明外輔星君。
- 九月初九：北斗第九隱光內弼星君。

九月初九，重陽節，亦為斗姆元君聖誕。大家會於這日盛大慶祝。

## 本命星君
道教徒相信人的命運，深受諸天星辰影響。每個人在天上都有一顆對應自己的「本命星」。九皇大帝中，前七顆星為北斗七星，亦為所有人的本命星君。《北斗經 （页面存档备份，存于）》云：「凡人性命五體，悉屬本命星官之所主掌。」
本命星君為人類命運最直接的主管。除了掌管每個人的命運，亦有各自的職司，所有集合即為人一生所求。當地上的人朝禮自己本命星君時，天上的本命星君將有感應，而這顆本命星以及其他的八顆星辰明亮與否，主宰著我們的人生起伏以及命運的變化。
當人遇到命中有禍、有災、有病、有難，各種不順遂時，《北斗經 （页面存档备份，存于）》中提供解答：「急須投告北斗，醮謝真君，及轉真經，認本命星君，方獲安泰，以至康榮。更有深妙，不可盡述。」
七位本命星君分別為：
- 北斗第一陽明貪狼太星君。子生人屬之。 (鼠)
- 北斗第二陰精巨門元星君。丑亥生人屬之。 (牛，豬)
- 北斗第三真人祿存貞星君。寅戌生人屬之。 (虎，狗)
- 北斗第四玄冥文曲紐星君。卯酉生人屬之。 (兔，雞)
- 北斗第五丹元廉真罡星君。辰申生人屬之。 (龍，猴)
- 北斗第六北極武曲紀星君。巳未生人屬之。 (蛇，羊)
- 北斗第七天關破軍關星君。午生人屬之。 (馬)

《北斗經 （页面存档备份，存于）》云：「念此大聖北斗七元真君名號，當得罪業消除，災衰洗蕩，福壽資命，善果臻身。凡有急難，可以焚香誦經，剋期安泰。」

## 道教經典相關記載

### 《太上北斗二十八章經》
「九月九夜夜半子時，朝元拜法，付常皈依吾法及傳教世間，化治天下人民等眾，開度餓鬼、畜生、胎卵、濕化等，及囚徒地獄，一切苦難，係九月九夜注籍罪福，此是北斗帝車高真定其簿書，注人衣食、福綠、貧富、貴賤、奴婢、雜使等類，皆從此月定錄注籍，善惡無差，吾說此經教法，生靈鬼神萬民四生餓鬼等眾，天下人間國王大臣軍庶一切等類，若依吾法朝拜九夜，吾在元宮端詳注選南方列仙，隨願所生，定其分毫；若求道法，天道聞之，便應所求；若求衣食官爵，便得百福千祿，自身道炁長存，萬物自然。」

### 《諸神聖誕日玉匣記》
「九月初一至初九，北斗九皇降世之辰，世人齋戒此九日，勝常日，有無量功德。」

### 《太上飛行九晨玉經》
「夫九星者，寔九天之靈根，日月之明梁，萬品之淵宗也。故天有九氣，則以九星為其靈細；地有九州，則以九星為其神主；人有九孔，則以九星為其命府；陰陽九宮，則以九星為其門戶；五嶽四海，則以九星為其淵府。五九參列，綱維無窮，制御天宿，迴轉三辰，調理四五，致天地得存，萬品之所宗，神仙之所憑。夫天無九星，則無以為高清；地無九星，則無以為至靈；人無九星，則九孔不明。」

### 《斗姆元尊九皇真經》
「敬七元者，能使人卻死延生；敬九皇者，更令人成仙作佛。若有善男女，先禮七元高真，復禮九皇大聖，其居家住宅，必有甘露下降，醴泉發生，掬而飲之，返老還童，金光罩體。再於九皇位前，一周供養，九載行持，功成行滿，跨鶴升空。禮斗善報，有如是者。」

### 《玉清無上靈寶自然北斗本生真經》
「在昔龍漢，有一國王，其名周御，聖德无邊，時人稟受八萬四千大劫，王有玉妃，明哲慈慧，號曰紫光夫人，誓塵劫中，已發至願，願生聖子，輔佐乾坤，以裨造化。後三千劫，於此王出世，因上春日，百花榮茂之時，遊戲後苑，至金蓮花溫玉池邊，脫服澡盥，忽有所感，蓮花九包，應時開發，化生九子，其二長子，是為天皇大帝，紫微大帝，其七幼子，是為貪狼、巨門、祿存、文曲、廉貞、武曲、破軍之星，或善或惡，化導群情，於玉池中，經于七日七夜，結為光明，飛居中極，去地九千萬里，化為九大寶宮，二長帝君居紫微垣太虛宮中，勾陳之位，掌握符圖，紀綱元化，為眾星之主領也。」

### 《北斗九皇隱諱經》
「兆若訴彼之非，明此之是，遏他之惡，申己之善，自責而不怨人，通理而各祈祐，除罪延福，告請天之太尉第一玉皇君。兆若陰陽學官，干祿求位，告請天之上宰第二玉皇君。兆若學道期仙，通神達聖，造請天之司空第三玉皇君。兆若制服鬼神惡逆，誅伐幽顯凶邪，告請天之游擊第四玉皇君。兆若立功建德，益筭延年，告請天之斗君第五玉皇君。兆若屈滯疾厄，乞申希免，告請天之太常第六玉皇君。兆若天地否激，炁候不調，告請天之上帝第七玉皇君。兆若禳却衆灾，飛上履下，告請天之尊玉帝第八玉皇君。兆若變化無方，應救一切，告請天之太帝第九玉皇君。」

### 《上清河圖內玄經卷．上》
「右九皇君、九夫人內姓隱諱，知之延壽七千年。常夕夕觀之，想見皇君、夫人形相威光，憶其姓諱，諦存心，得見第八、第九二星，延壽無窮。九皇、九夫人，是九氣之魂精，九天之魄靈，九星之妙象，九化之威神。男女學道，佩帶醮之，出入行來，坐臥思真，憂喜疾厄，救疾扶衰，修身濟物，恆存識之，灾消禍散，厚福通神。有急之日，竹素依法朱筆書符，向北再拜，井花水服之。起一周九更始，一兩三憂除疾愈，便可止息。無他咒言，唯存九諱。勤立善功，九年不懈，必獲神通。」

## 其他文獻記載

### 《帝京歲時紀勝》
「九月各道院立壇禮斗，名曰九皇會，自八月晦日（每月最後一天）齋戒，至重陽，為斗母誕辰，獻供演戲，燃燈祭拜者甚勝。供品以鹿醢東酒、松茶棗湯，爐焚茅草雲蕊真香。」

### 《姚安風俗》
「六月朔日至六日禮南斗祈福；九月朔日至九日禮北斗祈福。」

### 《中華全國風俗誌》
廣東：「九月九日，建九皇會。」
雲南：「（又）禮斗，滇俗，九月朔至九日最虞，滇略載明正德甲辰，永昌地震，民居多覆，死傷無算，惟真武觀屹然不動，禮斗人民其下，無一傷者」
江蘇武進：「重陽節自初一至初九，設壇拜斗，有六、七處，善男信女多有購香斗，人壇焚化者，亦極一時之盛」。
淅江的杭州「多有在廟宇禮懺，供奉斗姥，燃黃色燭，俗稱拜斗， 一般迷信者，於此六日中茹素持齋，戒殺生物，俗稱吃斗素」。

### 《道教論稿》
「川東巴人崇拜『九皇』。四川舊俗每年於九月普辦『九皇會』，屆時不售葷食，全市插三角黃旗素食。」

### 《臺灣通史》
「九月初九日，謂之重陽......自朔日起，人家多持齋，曰九皇齋，泉籍為尚。」

## 各地慶祝習俗
近代中國的九皇齋文化，民間已近乎消失，目前僅於道教宮觀尚有九皇勝會。臺灣地區仍有少數道教宮觀，欲復興並保有此道教傳統，舉行一連九天的祭祀活動，例如：新北中和威明堂。

### 中國大陸（舊時）
宋元以後，道教多在九月初九舉行「九皇會」禮拜北斗，並多自九月初一至初九在宮觀內舉行拜斗儀式，屆時百姓齊集，熱鬧異常。同時，也有個人為祈福延壽，而邀請道士單獨舉行拜斗儀式的情況。
從《中華全國風俗誌 （页面存档备份，存于）》可發現，古時中國流傳九皇信仰的省份，包括雲南、廣東、河北、江蘇、浙江等。而書中未收錄的地區亦有發展九皇信仰的可能。其中九月禮斗約有廣東、雲南、江蘇三省。

#### 廣東
九月九日，建九皇會。

#### 雲南
禮斗，滇俗，九月朔至九日最虞，滇略載明正德甲辰，永昌地震，民居多覆，死傷無算，惟真武觀屹然不動，禮斗人民其下，無一傷者。

#### 北平
據李喬《中國行業神崇拜》轉錄《九皇會參觀記》，以及《梨園館考》、《京劇長談》諸艾，可知其盛況：每年九月初一至九日，是戲班中人拈香吃素之日，九月初一起，由演員扮老道每天念3遍經，初三、六、九的主日則每個演員換上草鞋進殿參駕上香，九月九日尚有一儀式，是把紙塑糊的神像連同其車輦及拉輦的紙豬焚送升天。
九月各道院立壇禮斗，名曰九皇會，自八月晦日（每月最後一天）齋戒，至重陽，為斗母誕辰，獻供演戲，燃燈祭拜者甚勝。供品以鹿醢東酒、松茶棗湯，爐焚茅草雲蕊真香。

#### 上海
清同治年間，上海各戲園自農曆九月初一至初九日， 必舉行九皇會。期間戲園門首高懸紅紙金字之「九皇勝會」燈籠，設「九皇堂」於前台空屋或後台，桌上陳放糕點果餅等凈素供品，以祭奉翼宿星君。
梨園界向奉之翼宿星君，即北斗九星中擁有星座最多之星官，故人們為祈福消災而頂禮膜拜，虔誠至極。據海上漱石生《上海戲園變遷志》記述，此九日會期之內，藝人們皆茹素齋戒，且「於劇畢誦禮斗經斗懺」，此舉或資雇僧人，或由藝員們為之。人會堂時，必足穿蒲鞋。
至誠者，甚或夜宿堂中，謂之「宿壇」。九皇堂中之香燭，一律用黃紙包裹，桌圍亦用黃緞繡制而成，至九日期滿撤壇後，向眾執事人分發酬金，並附以點剩的蠟燭，「云：可辟邪」。因此，有人專門索討九皇會中燃剩之蠟燭，以圖吉利。清光緒年間，位於南市之梨園公所亦於每年九月初設九皇會，於是有的戲園不再另行設壇，藝人們逐直至梨園公所拈香參神，有的戲園仍維持舊規自設九皇會。
清末民初後，此習漸漸革除。

#### 廣州
九月初一至初九，廣州俗稱九王誕，又曰九王勝會。舊俗多有拜斗之舉，于中堂擺上香花果品，並掛起九星燈。于子時焚點香燭，九叩拜祝後焚九王衣燒爆竹，一連九晚；最後一晚稱完斗，拜後分發祭品。道觀則扯起黃幡，大書九皇勝會，誦《斗姥經》，善男信女則樂助香油。

#### 福州
福州民間農曆九月初一至九月初九期間，為期九天的齋會，信徒提前打掃屋舍，在大門處掛有黃色的紙燈籠，上書九皇大帝。家中貼上神號的黃紙，上書九皇大帝，南斗星君，北斗星君等。

#### 四川
川東巴人崇拜「九皇」。四川舊俗每年於九月普辦「九皇會」，屆時不售葷食，全市插三角黃旗素食。

#### 江蘇武進
重陽節自初一至初九，設壇拜斗，有六、七處，善男信女多有購香斗，人壇焚化者，亦極一時之盛。

#### 淅江杭州
禮斗日期有些不同，是在六月朔至初六。多有在廟宇禮懺，供奉斗姥，燃黃色燭，俗稱拜斗。一般迷信者，於此六日中茹素持齋，戒殺生物，俗稱吃「斗素」。

### 臺灣
連橫《臺灣通史》云：「九月初九日，謂之重陽......自朔日起，人家多持齋，曰九皇齋，泉籍為尚。」
隨著民間星辰信仰發展，北斗信仰、斗姥信仰，逐漸與民間太歲神信仰揉合。雖多處可見祀奉斗姥之宮觀廟宇，九皇齋原有的傳統已不復可見。目前仍有少數道教道場，欲復興並保有此道教傳統，舉行一連九天的祭祀活動，例如：新北中和威明堂。

### 東南亞
九皇大帝信仰從福建閩南傳來東南亞，時間約於19世紀中下葉左右。福建人聚居的地方，斗母宮也多，持九皇素者亦多。
中國的九皇大帝有塑像金身，東南亞的九皇大帝信仰則分成兩個系列：一為供奉九皇大帝神像，一為不供神像。前者以檳城及威省一帶為主，以檳城香港巷斗母宮為代表，該宮藏有一幅九位九皇大帝的圖像及一套《北斗九皇聖經》，都是逾百年之古物。圖像繪於光緒壬寅年（1902年），最上端為斗姥元君與金童玉女，次為南、北斗星君，再次為九皇大帝， 中間七位繪有鬍子，另兩位年青無鬚。最下層為靈官大帝，左右兩旁分別為四大天王陪侍。
後者則以吉打、霹靂以南到新加坡及泰南的九皇廟宇，它們的香火多從泰國普吉分香請來，不供神像的傳統也是由此傳來。
東南亞的兩大派別，分為「民間九皇派」與「道觀九皇派」。
民間九皇派或稱「福建九皇派」，目前我們所見到的源自閩南的持九皇素，送王船、跳童、出巡、上刀山、過火路等，即是民間九皇派別，對華人社會的影響極大。駱靜山提到這些儀式是受到閩南王爺信仰的影響所致，他在《大馬半島華人宗教的今昔》裡提及：「上述拜斗的儀式傳到福建人手裡以後，大部分已經被他們拜『王爺』的儀式所取代。譬如過火焰山，貫刃於腮和送皇舡等儀式，原來都是閩南人慶祝『王爺』誕辰的時候所採用的。」
在東南亞，民間九皇派為大宗，九皇齋已演化為不同的民間習俗文化，有幾項常見傳統：
- 持素。吃「九皇齋」，卽齋戒茹素。
- 立竹嵩。掛「九燈」，卽被稱為「高燈嵩」的竹嵩。立燈嵩的意義除了用以為天上的神明指路，讓神明知道舉行慶典的地方，而前來同慶共歡。此外，燈嵩也帶表了道教以北斗燈儀消災迎祥的簡化與形式化。在九皇誕慶典的最後一天送神儀式結束後，要取下燈嵩，意謂著九皇爺誕慶典的落幕。
- 乩會。九月神明節日衆多，此日流行下乩求神，或舉行過火坑、火路、橋樑等的儀式。信徒通過走過「平安橋」或火坑來祈福辟邪、消災解難。
- 送皇爺。勝會幾日都會有接神立嵩、接元帥等等儀式，到了最後一天初九晚，就要送皇爺了。儀式大概爲神鑾和乩童護送九皇爺繞境遊行，信眾大禮拜，持香送皇爺。還會有驅除瘟疫、燒香出海的儀式。

道觀九皇派或稱「客家九皇派」。影響力微，將它傳入本邦 的是客家道士。他們把九皇大帝神像供奉在他們興建的道觀、道廟中，供善信膜拜。檳城朝元洞清觀寺 (創建於1881年）、檳城亞依淡太上老君廟（創建於 1901年）及檳城亞依淡天有宮自在觀（創建於1903 年）為典型代表。清觀寺的九皇造像為三首八臂，男像，極類似斗姥元君，其旁的斗姥像雖是女性，卻為單首雙臂持如意，倒耐人尋味。太上廟的九皇大帝為繪像。最高的一位及下六位頭戴道冠，無鬚，另兩位戴莊子巾，有鬚，位於首位之下、六位之上，他們咸持有一類似令牌之物。自在觀供奉的斗姥為單首雙臂，九位九皇造像略有不同，兩位有鬚七位無，前二 位持如意，後七位持令牌，穿扮也不一樣，分三類形式，顯現道觀九皇與民間九皇的迥異。檳城民間九皇派的九皇造像九位均一樣，類似玉皇大帝的造像。

#### 泰國
又稱九皇爺誕（馬來語： ）、九皇勝會、九皇齋節。
泰國的九皇誕習俗源自福建閩南華人，後來越來越多的本地人參與到節日中，現已成爲泰國的一大節日。泰國最大的華人聚居地普吉島每年都會舉辦盛大的九皇齋節。
齋節是日，街上停止娛樂活動，街邊擺滿了齋食攤販，並豎起寫有「清齋」字樣的黃旗；人們穿上白色素服，堅持吃齋三到九日，到九皇廟進香祈福；街上還會舉行大遊行，一路鞭炮聲聲，舞獅舞龍，由乩童抬着九皇神像遊街；信衆表演自残行为，用刀、針穿刺自己的臉頰，手伸入油鍋，在火坑、火路甚至鐵絲網上行走。

#### 馬來西亞
在馬來西亞，九皇大帝誕辰是非常盛大的道教慶典，尤其在馬來西亞北部的華人更是會大肆慶祝。在此期間茹素九日，在馬來西亞華人社群裡形成了一種風氣，不管男女老少大都會在選擇在這九天茹素。
每當九皇大帝誕辰來臨時在廟宇旁的道路兩側都會立起很多書著「九皇大帝」的黃旗，在廟宇附近，或社區旁都，會林立非常多的臨時攤販售賣素食，售賣素食的攤販或店家們，都會在自家攤位前掛上書寫著「九皇齋」或「九皇大帝」的黃布條以示所售賣的食物都是符合九皇齋的素食，也因為茹素風氣盛行，有些葷食店家也都會在這九天選擇休息不營業。
一般九皇大帝誕辰都會在斗母宮進行，信徒們多是穿素色衣服或全白的衣服到廟里祭拜。從農曆九月初一前一晚的迎鑾開始，直到九月初九晚上恭送皇船回鑾。連續九天，每天都會進行不同的祭祀或祈福活動，一般上也會有神轎遊行巡境等。